# جيمي فينش
جيمي فينش (بالإنجليزية: Jamie Finch)‏ (26 فبراير 1989 في الولايات المتحدة - ) هو لاعب كرة قدم أمريكي في مركز الدفاع. لعب مع نادي شمال كارولاينا وCrossfire Redmond ‏.

## وصلات خارجية
- جيمي فينش على موقع قاعدة بيانات كرة القدم.إي يو (الإنجليزية)